# Fascinated
"Fascinated" (em português:  Fascinada) é o single de estreia do álbum Company B, lançado pelo grupo de freestyle Company B em 1986. A canção foi originalmente lançada pela gravadora The Summer Records (na qual o grupo lançou mais um single depois, "Jam on Me"), até que a canção começou a obter sucesso e chamou a atenção de uma grande gravadora, a Atlantic Records, que relançou a canção oficialmente no final de 1986.
A canção chegou ao topo da parada musical dance dos Estados Unidos em Março de 1987 e permaneceu lá por quatro semanas. Logo após, o single começou a ser tocado em grandes rádios ao redor do país, e entrou na Billboard Hot 100 permanecendo por oito semanas no Top 40 em Maio e Junho de 1987, alcançando a posição #21. Se tornou a canção de maior sucesso do grupo e é considerado uma das canções clássicas do gênero freestyle, além de ser uma das primeiras canções do gênero a entrar no Top 40 da Billboard Hot 100.

## Faixas
7" Single - Alemanha
| N.º | Título                              | Duração |  |
| 1.  | "Fascinated" (Radio Edit)           | 3:40    |  |
| 2.  | "Fascinated" (Instrumental Version) | 3:42    |  |

7" Single - Estados Unidos
| N.º | Título             | Duração |  |
| 1.  | "Fascinated"       | 3:47    |  |
| 2.  | "Fascinated" (Dub) | 3:20    |  |

12" Single - Alemanha
| N.º | Título               | Duração |  |
| 1.  | "Fascinated" (Remix) |         |  |
| 2.  | "Jam on Me" (Remix)  |         |  |

12" Single - Estados Unidos
| N.º | Título                           | Duração |  |
| 1.  | "Fascinated" (Club Mix)          | 7:30    |  |
| 2.  | "Fascinated" (Dubinated Version) | 1:48    |  |
| 3.  | "Fascinated" (Radio Edit)        | 4:50    |  |
| 4.  | "Fascinated" (Instrumental)      | 4:47    |  |
| 5.  | "Fascidubbed"                    | 3:20    |  |

12" Single - Reino Unido
| N.º | Título                        | Duração |  |
| 1.  | "Fascinated" (Spellbound Mix) | 6:46    |  |
| 2.  | "Fascinated"                  | 3:45    |  |
| 3.  | "Fascinated" (Fascidubbed)    | 3:18    |  |

## Posições nas paradas musicais
| Parada musical (1987)                               | Melhor posição |
| --------------------------------------------------- | -------------- |
| Canadá - Canada RPM Top 100 Singles                 | 48             |
| Estados Unidos - Billboard Hot 100                  | 21             |
| Estados Unidos - Hot Dance Music/Club Play          | 1              |
| Estados Unidos - Hot Dance Music/Maxi-Singles Sales | 1              |
| Nova Zelândia - RIANZ                               | 38             |
| Países Baixos - Dutch Top 40                        | 23             |
| Reino Unido - UK Singles Chart                      | 89             |